# Peromyscus boylii
Peromyscus boylii — вид гризунів родини Cricetidae. Зустрічається в гірських районах Мексики і на заході США на висоті понад 2000 метрів.

## Морфологічна характеристика
Це Peromyscus середнього розміру, з маленькими вушками і довгим хвостом. Має жовтувато-коричневе хутро на тілі, з шиферно-сірим низом. Хвіст має лише рідкісне волосся протягом більшої частини своєї довжини, але з чітким щіткоподібним пучком волосся на кінчику. Довжина голови та тіла становить від 86 до 105 мм, а хвіст — від 88 до 115 мм. Зовні P. boylii дуже схожий на ряд близькоспоріднених видів гризунів, що живуть на тій же території, хоча його можна відрізнити за такими ознаками, як довжина хвоста, розмір вух і наявність чубка на кінці хвоста.

## Поширення й середовище проживання
Вид можна зустріти від північної Каліфорнії до східного Колорадо та західного Техасу, а також на південь до Нижньої Каліфорнії та південної Мексики. Було виявлено скам'янілості віком до 35 000 років, але жодна з них не була остаточно ідентифікована за межами поточного ареалу виду. Рослинність у місцях проживання може відрізнятися, але тварин постійно відловлюють у районах із середньою чи високою щільністю кущів і дерев висотою менше 4,9 метра.

## Спосіб життя
Peromyscus boylii відпочиває в природних норах, ущелинах скель і в кущах. Переважно нічні особини пересуваються по землі та лазять у підліску. Мають території від 0,1 до 0,5 га. Дієта складається з насіння рослин, таких як жолуді, ягоди та різні членистоногі. Раціон рідко доповнюють грибами, дрібними ссавцями, птахами або ящірками. У північній частині ареалу розмноження відбувається з весни до осені. У середньому після 29 днів вагітності народжується до шести нащадків.

## Підвиди
P. b. boylii
P. b. glasselli
P. b. rowleyi
P. b. utahensis